# Marienkapelle (Rannungen)

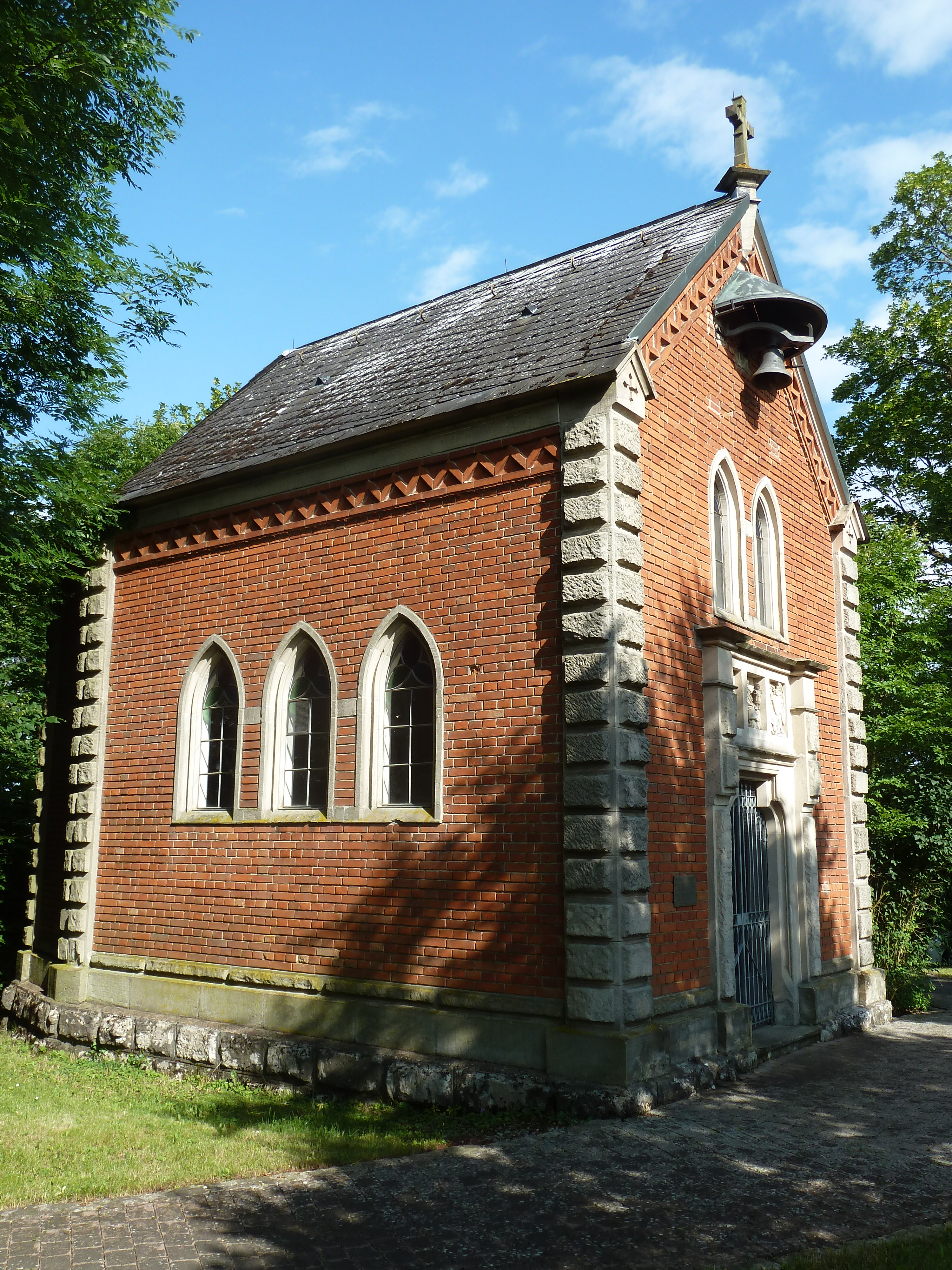
Fassade der Marienkapelle (2016)

Die römisch-katholische Marienkapelle befindet sich in Rannungen, einer Gemeinde im unterfränkischen Landkreis Bad Kissingen.
Die Kirche gehört zu den Baudenkmälern in Rannungen und ist unter der Nummer D-6-72-143-17 in der Bayerischen Denkmalliste registriert.

## Geschichte
Nach dem Tod dreier seiner sieben Kinder an der Diphtherie gelobte der Rannunger Bürger Johann Justin Borst im November 1867, eine Marienstatue auf freiem Feld zu errichten, wenn seine übrigen Kinder und er verschont blieben. Als dies eintrat, wurde der Würzburger Bildhauer Schuler beauftragt, eine fast lebensgroße Statue der Rosenkranzmadonna aus Sandstein anzufertigen: Über einem Sockel mit lateinischer Inschrift erhebt sich die Himmelskönigin, mit einem Sternenkranz bekrönt, auf der Weltkugel stehend. Diese Freifigur wurde auf einem Acker an der späteren Distriktsstraße nach Schweinfurt aufgestellt.
Im Jahr 1878 ließ Borst zusammen mit den Eheleuten Georg und Apollonia Erhard aus behauenem Sandstein und Backsteinmauerwerk eine Kapelle im neugotischen Stil errichten, die sich in einer kleinen Parkanlage befindet. Architekt des Baues war der aus Schonungen stammende Architekt Andreas Lohrey, der viele historistische Bauten in Unterfranken errichtete und mit der Familie Borst verwandt war. In dieser Kapelle wurde die Madonnen-Statue aufgestellt.
Im Jahr 1955 ging die Kapelle aus dem Besitz der Familie Borst an die Gemeinde über. Die seit 1978 unter Denkmalschutz stehende Kapelle wurde 1979 sowie von Mitte 2002 bis Mai 2003 renoviert.